# Howard Hanson
Howard Hanson (Wahoo, 26 ottobre 1896 – Rochester, 26 febbraio 1981) è stato un compositore e direttore d'orchestra statunitense.

## Biografia

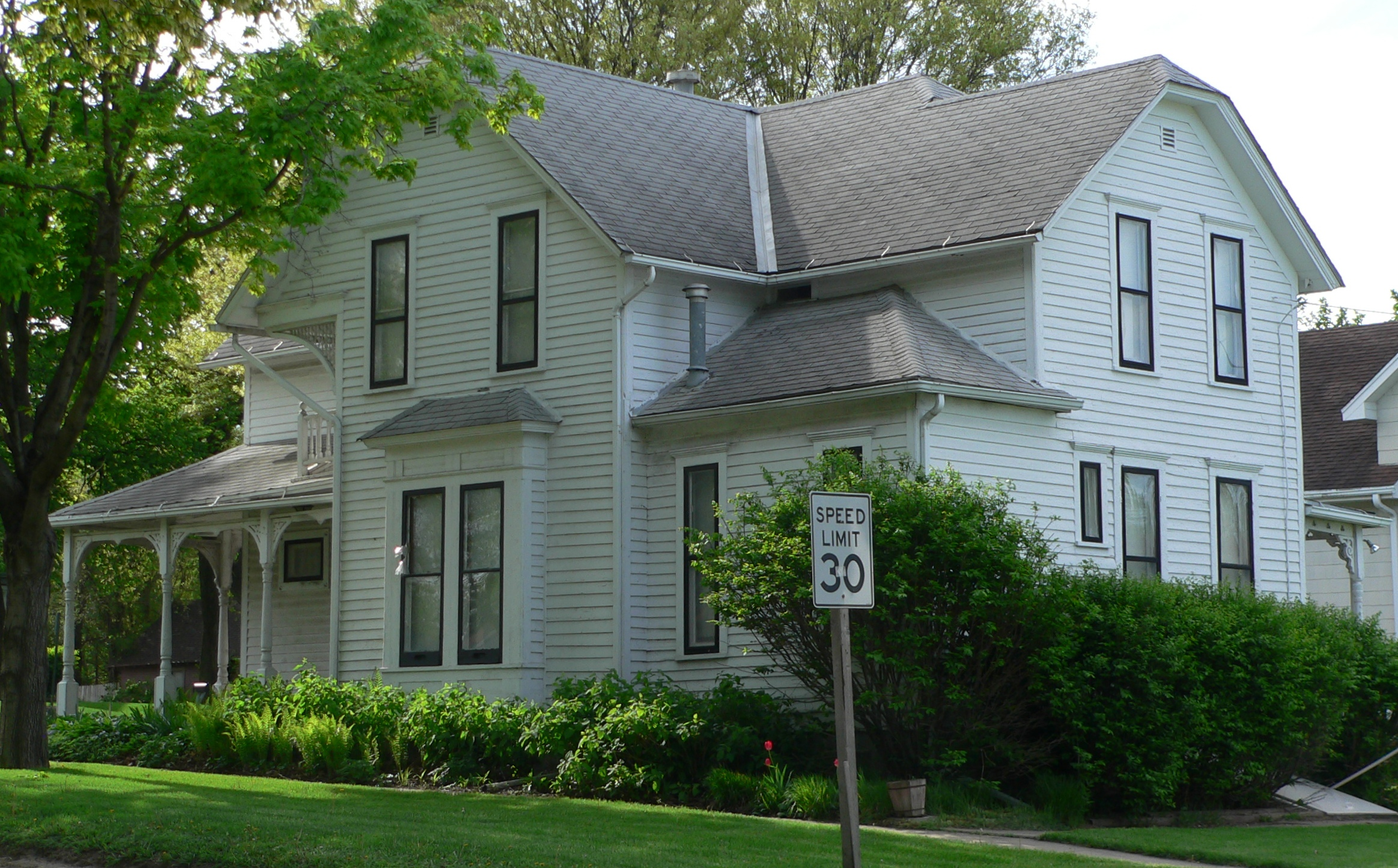
La casa dove abitò Howard Hanson

La sua famiglia era di origine svedese e la madre fu la sua prima maestra di musica.
Da giovane studiò composizione e teoria musicale all'Istituto d'Arte Musicale di New York (1914),  e successivamente alla Northwestern University approfondì le conoscenze del pianoforte, del violoncello e del trombone. Proprio in questo istituto iniziò la sua carriera di insegnante.
Nel 1916 si spostò in California, dove quattro anni dopo realizzò The California Forest Play, che riscosse un successo a livello nazionale, e spronò l'autore a comporre un buon numero di musiche per orchestra e da camera, tra le quali Concerto da Camera, Scandinavian Suite.
All'età di ventinove anni riuscì a vincere il concorso Prix de Rome e quindi si trasferì, per tre anni,  a Roma per studiare all'Accademia.
Durante la sua permanenza in Italia, Hanson scrisse : Quartet in One Movement,  Lux aeterna, The Lament for Beowulf , 
Symphony No. 1, Nordic.
Dopo il triennio romano, assunse la direzione della scuola Eastman School of Music di Rochester, che conservò per circa quaranta anni.
L'opera di Hanson intitolata Merry Mount op. 31, in 4 atti e 5 scene (1934) è accreditata come la prima opera americana. È stata scritta da un compositore statunitense e dal librettista statunitense Richard L. Stokes su una storia americana e la première scenica fu presentata al Metropolitan Opera in New York nel 1934, con un cast americano diretto da Tullio Serafin insieme a Lawrence Tibbett.
Hanson fu eletto membro del National Institute of Arts and Letters nel 1935, presidente del Music Teachers' National Association dal
1929 al 1930, e presidente del National Association of Schools of Music dal 1935 al 1939.
Nel 1946 vinse il Peabody Award.

## Composizioni principali

### Opera
- Merry Mount, opera in 3 atti (1933), libretto di Richard Stokes tratto dal racconto L'albero di maggio di Merry Mount di Nathaniel Hawthorne; dall'opera Hanson ricavò in seguito (1938) una suite sinfonica

### Musica sinfonica
- Sinfonia n. 1 in mi minore op. 22, Nordic Symphony (1922)
- Lux aeterna, poema sinfonico op. 24 (1923–1926)
- Sinfonia n. 2 in re bemolle maggiore op. 30, Romantic Symphony (1930), commissionata da Serge Koussevitsky per celebrare il cinquantenario della Boston Symphony Orchestra
- Sinfonia n. 3 op. 33 (1941)
- Sinfonia n. 4 op. 34, Requiem Symphony (1943); Premio Pulitzer per la musica 1944
- Sinfonia n. 5 op. 43, Sinfonia sacra (1955)
- Elegy in Memory of Serge Koussevitzky op. 44 (1956)
- Mosaics (1957)
- Bold Island Suite (1961)
- Sinfonia n. 6 (1967)
- Dies Natalis (1967)
- Sinfonia n. 7, A Sea Symphony (1977)

### Per strumenti solisti e orchestra
- Concerto in do maggiore per organo, arpa e archi op. 22 n. 3
- Serenata per flauto, arpa e archi op. 35 (1946)
- Concerto in sol maggiore per pianoforte op. 36 (1948)
- Fantasy-Variations On A Theme Of Youth per pianoforte e archi (1951); il titolo è dovuto al fatto che il tema variato era stato composto da Hanson quando era studente
- Summer Seascape No. 2 per viola e archi (1965)

### Composizioni corali
- Lament for Beowulf per coro e orchestra op. 25 (1925), testo tratto dall'omonimo poema epico anglosassone nella traduzione di William Morris e A. J. Wyatt
- Three Songs from "Drum Taps" per coro e orchestra op. 32 (1935), testi di Walt Whitman
- Song of Democracy per coro, fiati e archi (1957), su due poesie di Walt Whitman
- Song of Human Rights per coro e pianoforte op. 49 (1963), testo tratto dal preambolo alla Dichiarazione universale dei diritti umani
- The One Hundred Fiftieth Psalm per coro e pianoforte (1968)

### Musica da camera
- Concerto da camera in do minore per piano e quartetto d'archi op. 7 (1917)
- Quartetto per archi op. 23 (1923)
- Pastorale per oboe e pianoforte op. 38 (1949); poi trascritta per oboe, arpa e archi (1950)
- Elegy per viola e quartetto d'archi (1966)

### Scritti teorici
- Harmonic Materials of Modern Music (New York 1960).[1]

## Discografia
- Bloch, Conc. grossi n. 1-2/Schelomo - Miquelle/Hanson, Mercury
- Chadwick MacDowell Peter, Symphonic sketches/Suite orch. - Hanson/Eastman-Rochester Orch., 1956/1961 Mercury
- Grofé Herbert, Grand Canyon/Conc. vlc. - Hanson/Estman-Rochester Orch., 1957/1958 Mercury
- Hanson, Sinf. n. 1, 2/Song of democracy - Hanson/Eastman Rochester Orch., 1957/1958 Mercury
- Ives Schuman Mennin, Sinf. n. 3/New England/Sinf. 5 - Hanson/Eastman-Rochester O., Mercury
- McPhee Sessions Thomson, Tabuh/Black maskers/Sinf. inno - Hanson/Eastman-Rochester Orch., 1956/1965 Mercury
- Hanson, Fiesta in hi-fi - Eastman-Rochester Orch., 1956 Mercury
- Hanson, Music for quiet listening - Nelson/McKay/Scianni/Earls, Mercury
- Musica d'ascolto, Grieg, Liadov, Hanson - Hanson/Eastman Rochester Orch, 1956/1965 Mercury